# Ngựa Ardennes Thụy Điển
Ngựa Ardennes Thụy Điển là một giống ngựa kéo cỡ trung bình, có trọng lượng nặng. Giống ngựa này được lai tạo ở Thụy Điển vào cuối thế kỷ 19 để đáp ứng nhu cầu của người nông dân về những con ngựa phù hợp với nông nghiệp.

## Đặc điểm
Ngựa Ardennes Thụy Điển có kích thước 15,2 đến 16 hand (62 đến 64 inch, 157 đến 163 cm) và nặng 1.200 đến 1.600 pound (từ 540 đến 730 kg).
Các màu phổ biến của giống ngựa này là màu đen, đỏ hồng và hạt dẻ. Giống ngựa này thích ứng và có thể chống chịu được thời tiết cực đoan; Ngựa Ardennes Thụy Điển là những con ngựa sẵn sàng, rất mạnh mẽ và việc nuôi chúng khá dễ dàng. Ngoài ra, giống ngựa này cũng được biết đến với tuổi thọ cao, tính khí đồng đều nhưng không chậm chạp và sức khỏe tổng thể tốt.

## Lịch sử
Ngựa Ardennes Thụy Điển được phát triển bằng cách lai giữa ngựa Ardennes nhập khẩu (một giống ngựa kéo hạng nặng có nguồn gốc từ Bỉ và miền bắc nước Pháp) với Ngựa Bắc Thụy Điển. Năm 1872, Bá tước C.G. Wrangel bắt đầu nhập ngựa Ardennes và đến năm 1880, nhập khẩu và lai giống Ardennes đã xâm nhập khắp miền nam và miền trung Thụy Điển. Mục tiêu là cải thiện kích thước và sức mạnh của ngựa Thụy Điển bản địa; đến cuối cùng, một cuốn sách về giống ngựa được thành lập vào năm 1901.

## Công dụng
Mặc dù nông nghiệp ngày nay được thực hiện với sự hỗ trợ của máy móc (trừ các trang trại trên đồi xa), Ardennes Thụy Điển vẫn phổ biến với vai trò của một giống ngựa kéo. Giống ngựa này cũng được sử dụng để kéo gỗ ở vùng núi không thể tiếp cận bằng máy móc. Mặc dù cơ giới hóa nông nghiệp và lâm nghiệp ngày càng tăng, Ardennes Thụy Điển vẫn chiếm tỷ lệ lớn nhất trong số các giống ngựa thuần chủng đã đăng ký của Thụy Điển.